# Партнёры по преступлению
«Партнёры по преступлению» (англ. Partners in Crime) — сборник рассказов английской писательницы детективов Агаты Кристи, повествующий о расследованиях Томми и Таппенс Бересфордов. В сборник входит 17 рассказов, но некоторые из них связаны друг с другом общим сюжетом и считаются одним рассказом. Томми и Таппенс работают в детективной конторе, но под другими именами: Томми — мистер Блант, Таппенс — его секретарша мисс Робинсон. Они расследуют множество интересных дел. В сборник входят следующие рассказы:
- Фея в комнате / Котелок Чая (A Fairy in the Flat / A pot of Tea)
- Дело о розовой жемчужине (The Affair of the Pink Pearl)
- Визит мрачного незнакомца (The Adventure of the Sinister Stranger)
- Избавиться от короля / Джентльмен, одетый в газету (Finessing the King / The Gentleman Dressed in Newspaper)
- Дело об исчезнувшей леди (The Case of the Missing Lady)
- Слепой и смерть (Blindman’s Bluff)
- Человек в тумане (The Man in the Mist)
- Шуршатель (The Crackler)
- Тайна Саннингдейла (The Sanningdale Mystery)
- Смерть, живущая в доме (The House of Lurking Death)
- Железное алиби (The Unbreakable Alibi)
- Дочь священника / Дом под черепичной крышей (The clergyman’s douther / The Red House)
- Ботинки посла (The ambassador’s Boots)
- Человек, который был номером 16 (The Man Who Was No. 16)

Все рассказы представляют собой пародии и юмористические подражания популярным детективным писателям того времени и их произведениям, в частности, пародии на Артура Конан Дойла, Гилберта Кита Честертона, Эдгара Уоллеса, Энтони Беркли, Эмму Орци, Р. Остина Фримена, Фримена Крофтса, ныне менее известных авторов, а также роман «Большая четвёрка» самой Кристи. В частности, Томми и Таппенс Бересфорды имитируют характерные черты действовавших в оригинальных произведениях детективов.

## «Партнёры по преступлению» и другие произведения
Это второе произведение о Томми и Таппенс после романа «Таинственный противник». Сборник соприкасается с другими произведениями главнейшим образом персонажами. Например, инспектор Мэрриот и мистер Картер появлялись в романе «Таинственный противник». Альберт также фигурирует в других произведениях.

## Основные персонажи
- Томми Бересфорд — Не слишком расторопный, но крайне обстоятельный мужчина.
- Таппенс Бересфорд — Жена Томми. Очень энергичная и веселая искательница приключений.
- Мистер Картер — Устроил супругов в Международное детективное агентство. Он появляется не во всех рассказах.
- Альберт — Служащий Бересфордов. Всегда строит из себя опытного работника.
- Инспектор Мэрриот — Инспектор Скотленд-Ярда. Знакомый Томми.
- Лоуренс Сент-Винсент — Молодой человек. Он появляется очень мало, но именно он советует нескольким клиентам обратиться к Бланту.

## Краткие содержания рассказов

### Фея в комнате / Котелок чая
Старый знакомый Томми Бересфорда мистер Картер наносит визит супругам Бересфорд. До этого Таппенс признается мужу, что ей ужасно скучно, и она хочет приключений. Мистер Картер предлагает Томми временно поработать в «Международном детективном агентстве» под именем Теодора Бланта. Томми соглашается. Картер также говорит, что в контору Бланта должно прийти письмо в голубом конверте с русской маркой, под маркой которого должна быть цифра 16. Картер также предупреждает Бересфорда, что однажды в контору может прийти человек, который упомянет цифру 16. Томми, Таппенс и их дворецкий Альберт начинают работать в «Международном детективном агентстве».
Но со временем они разочаровываются: в контору почти никто не приходит, и ничего интересного не подворачивается. Однажды к Томми приходит мистер Лоуренс Сент-Винсент. Он просит расследовать исчезновение своей возлюбленной Жаннет, которая работает в шляпном магазине. Таппенс берет это дело на себя и на следующий день говорит мужу, что нашла девушку. Изумленный Томми требует объяснений. Таппенс объясняет, что знала эту девушку. Они вместе решили устроить её исчезновение, чтобы Сент-Винсент пришёл в контору Бланта и потом делал им рекламу. Бересфорды переходят в соседнюю комнату и там Жаннет наливает им чай.

### Дело о розовой жемчужине
Томми собирает детективные книги, чтобы набираться опыта. В это время к нему приходит молодая девушка мисс Кингстон Брюс. Она рассказывает Томми и Таппенс, что вчера в их доме пропала розовая жемчужина некой миссис Бэттс, когда та с мужем гостили у Кингстон Брюсов. Мистер Сент-Винсент посоветовал обратиться в их контору.
Бересфорды отправляются в Уимблдон, чтобы найти жемчужину. Подозреваются — мистер и миссис Бэттс, Леди Лаура, которая приобрела дурную славу, её служанка-француженка Лиз и горничная. Когда Томми и Таппенс осматривали дом, они застали служанку Лиз в ванной комнате с мылом в руке. Она мыла ванну. Вдруг дверь закрылась, и Лиз не смогла её открыть. Попробовал Томми и у него получилось. Бересфорды заключили, что за ними кто-то следит.
Когда Томми уехал, Таппенс выяснила, что мисс Кингстон Брюс влюблена в мистера Ренни, недруга её отца. Вскоре приехал Томми и нашёл жемчужину в мыле. Инспектор полиции арестовал служанку Лиз. Это она спрятала Жемчужину в мыле. Поэтому не могла открыть дверь, потому что руки её были намылены.
Дело ведётся в духе произведений Р.О. Фримена. Томми выступает в роли доктора Торндайка, а Таппенс- Полтона.

### Визит мрачного незнакомца
Сидя в «Международном детективном агентстве», Таппенс показывает Томми серебряный портсигар, который она хочет подарить своему другу Фрэнсису. В это время приходит долгожданное голубое письмо с русской маркой. Бересфорды хотели открыть его, но не успели — в кабинет вошёл большой незнакомец. Он представился как доктор Чарльз Бауэр и просил Томми прибыть в его дом, чтобы расследовать таинственное событие. Томми соглашается. Когда Бауэр удаляется, Таппенс говорит, что доктор приходил из-за письма и хочет заманить Томми в ловушку, чтобы заполучить его. Томми колеблется.
В кабинет вошёл некий инспектор Даймчерч, который представляется другом инспектора Мэрриота. Он говорит, что человек, приходивший незадолго до этого, явился из-за письма. Письмо нужно спрятать. Наверняка за конторой следят, поэтому нужно выйти вечером из конторы и потом вернуться и поймать преступников. Томми соглашается.
Они так и поступают: вчетвером закрыли и вышли из конторы отъехали недалеко, затем Томми и Дайнчерч вышли из автомобиля и пошли обратно. Томми не позволил жене идти с ними, так как это было опасно. Когда двое приблизились к двери, Томми вдруг кто-то схватил и приставил к лицу хлороформ. Его связали и положили в углу кабинета. В темноте Томми видел двоих, которые искали по всей комнате письмо. Затем главарь повернулся к нему, и он узнал… инспектора Дайнчерча. Он со своими сообщниками устроил все это, чтобы получить письмо. Дайнчерч пытается выведать у Томми место нахождения письма, потом догадывается, что оно у Таппенс. Он приказывает Томми написать записку Таппенс и попросить её принести письмо. Томми так и делает, но подписывается Фрэнсис. Он показывают инспектору портсигар, на котором написано имя Фрэнсис, и тот верит. Но Таппенс приходит с полицией и инспектором Мэрриотом. Дайнчеча и его сообщников арестовывают .
Дело ведётся в духе произведений Вэлентайна Уильямса. Томми выступает в роли Дезмонда Оуквуда, а Таппенс- Франсиса Оуквуда.

### Избавиться от короля / Джентльмен, одетый в газету
В офисе "Международного детективного агентства", за чтением "Дейли лидер" Таппенс приходит в голову мысль сходить на танцы, но эта мысль пришла ей в голову неспроста: она увидела необычное объявление в газете: "Я пойду с тройки червей. 12 взяток. Туз пик. Необходимо избавиться от короля". И не зря... Следя за одной из пар Томми и Таппенс обнаруживают труп дамы одетой в черви. "Это сделал Бинго..."- было последними словами, сказанные убитой Таппенс. Томми и Таппенс помогают инспектору Мэрриоту разобраться в этом деле.
Дело ведётся в духе произведений Изабеллы Острэндер. Таппенс на маскарад переодевается в Тимоти Мак-Карти,а Томми в его помощника Дэнни Риордана.

### Слепой и смерть
К тайному Санте приходит клиент и просит назвать следующие восемь слов после того, как зима получила новую кровь.

### Шуршатель
К супругам Бересфорд, занимающимся частной детективной практикой, приходит их знакомый инспектор Скотлэнд-Ярда - Мэрриот. Мерриот сообщает, что у него для них есть дело касательно некой банды. Суть в том, что в фешенебельных районах Лондона замечено обращение фальшивых денежных купюр. Также есть случаи появления фальшивых фунтов стерлингов  и по другую сторону Ла-Манша. В дело, вероятно, замешаны люди из высоких кругов общества, некий завсегдатай скачек и закрытых клубов Лайдлоу и его супруга, француженка.
От детективов-любителей требуется выяснить, какова роль этих особ в распространении фальшивых денег.. Томми и Таппенс разрабатывают остроумный план и энергично принимаются за дело, приняв на себя роль агентов под прикрытием.
Супругам удается выявить подозреваемых в афере и войти к ним в доверие. Томми уже близок к цели, но тут он попадает в расставленную для него ловушку. Но с помощью сыскного чутья, верного Альберта и флакона с валерьянкой ему удается выпутаться и добиться торжества справедливости.

### Дочь священника / Дом под черепичной крышей
Таппенс предсказывает Томми, что сегодня к ним придет дочь священника. Она оказывается права: к ним в контору приходит некая Мелони Дин. Она просит их помочь ей. Мисс Дин, дочь покойного священника, живёт вместе с больной матерью. Их семья сильно нуждается. Недавно скончалась тетушка Мелони и оставила им свой дом. Они переезжают туда и начинают сдавать комнаты. Так они получают некоторые деньги. Однажды некий молодой человек предложил Мелони продать ему дом, но она отказалась. Мелони сказала, что этот человек был очень похож на доктора О’Нила. Тогда в доме начали происходить таинственные события: в комнатах начали падать и разбиваться всякие предметы, по дому слышался треск. Из-за этого никто не согласился снимать комнату в доме. Таппенс предположила, что там поселился полтергейст.
Они приезжают в деревушку и начинают расследование в доме под черепичной крышей.
Томми и Таппенс выясняют, что покойная тетушка накануне своей смерти сняла из банка все свои деньги наличными, и неизвестно, что сталось с этими деньгами. Ясно, что тетя спрятала состояние где-то в доме. Бересфорды намерены найти клад. Они выясняют, что полтергейст устроен служанкой Крокет и её племянником доктором О’Нилом, с целью получить дом и найти клад.
Из вырезок, найденных в доме, Бересфорды понимают, что тетушка закопала клад на огороде в банке картофеля. Они выкапывают клад и находят там 20 000 фунтов и ожерелье, стоящее 5000. Таппенс говорит, что это рождество будет счастливым для них и для Моники Дин.